# Panama közigazgatása
Panama tíz tartományból (provincia) és öt indián territóriumból (comarca indígena) áll. Három tartományi szintű indián régió van és kettő más tartományokon belül. 

Panama közigazgatási felosztása

## Tartományok
| Tartomány      | Főváros              | Terület (km²) | Népesség (2010-ben) | Zászló |
| -------------- | -------------------- | ------------- | ------------------- | ------ |
| Bocas del Toro | Bocas del Toro       | 4657,2        | 125 461             |        |
| Chiriquí       | David                | 6490,9        | 416 873             |        |
| Coclé          | Penonomé             | 4949,6        | 233 708             |        |
| Colón          | Colón                | 4575,5        | 241 928             |        |
| Darién         | La Palma             | 11 892,5      | 48 378              |        |
| Herrera        | Chitré               | 2362,0        | 109 955             |        |
| Los Santos     | Las Tablas           | 3809,4        | 89 592              |        |
| Panama         | Panamaváros          | 9166,4        | 1 410 175           |        |
| Veraguas       | Santiago de Veraguas | 10 587,5      | 226 991             |        |
| Nyugat-Panama  | La Chorrera          | 2786,1        | 464 038             |        |

## Autonóm indián territóriumok

### Territórium
| "Comarca"   | Főváros     | Terület (km²) | Népesség (2010-ben) | Zászló |
| ----------- | ----------- | ------------- | ------------------- | ------ |
| Emberá      | Union Choco | 4393,9        | 10 001              |        |
| Kuna Yala   | El Porvenir | 2358,2        | 33 109              |        |
| Ngäbe-Buglé | Chichica    | 6814,2        | 156 747             |        |

### Territórium tartományon belül
| "Comarca"         | Tartomány | Terület (km²) | Népesség (2010-ben) | Zászló |
| ----------------- | --------- | ------------- | ------------------- | ------ |
| Kuna de Madugandí | Panama    | 2318,8        | 4350                |        |
| Kuna de Wargandí  | Darién    | 755           | 809                 |        |